# Leopold Figl
Leopold Figl (Rust, Baixa Áustria, 2 de outubro de 1902 — Viena, 2 de maio de 1965) foi um político austríaco do ÖVP.

## Vida
Filho de um fazendeiro nasceu na vila de Rust im Tullnerfeld, na Baixa Áustria, Figl, após se formar na Agricultura da University of Natural Resources and Applied Life Sciences Vienna tornou-se vice-presidente da Bauernbund (Liga dos Fazendeiros) da Baixa Áustria em 1931 e presidente em 1933. Em 1930, Figl casou-se com Hilde Hemala (1906-1989) e teve dois filhos.
Após a revolução autoritária de Engelbert Dollfuss, que serviu como seu mentor na Liga dos Fazendeiros, Figl tornou-se membro do conselho federal de política econômica e tornou-se líder da organização paramilitar de Ostmärkische Sturmscharen para o estado da Baixa Áustria.
Após o Anschluss, os nazistas deportaram Figl para o campo de concentração de Dachau em 1938, de onde ele foi libertado em maio de 1943. Ele então trabalhou como engenheiro de petróleo, mas em outubro de 1944 Figl foi preso novamente e levado para o campo de concentração de Mauthausen. Em 21 de janeiro de 1945, ele foi trazido com o lutador da resistência mais tarde executado Heinrich Maier para Viena. A pasta de seu dossiê estava marcada com a abreviatura 'VG', indicando que um julgamento de Volksgerichtshof (Tribunal do Povo), muitas vezes terminando com pena de morte, estava planejado ou em preparação. Figl foi libertado em 6 de abril de 1945, quando as tropas do Exército Soviético avançaram para o centro de Viena em uma operação que ficou conhecida como Ofensiva de Viena.
Após a derrota dos nazistas, os Aliados ocuparam a Áustria no final da Segunda Guerra Mundial. O Comandante Militar Soviético, Fiódor Tolbúkhin, pediu a Figl que administrasse o fornecimento de alimentos para a população de Viena. Em 14 de abril de 1945, ele fundou novamente o Bauernbund e o integrou ao Austrian People's Party (ÖVP), que foi fundado três dias depois. Figl foi eleito vice-presidente. Em 27 de abril, ele se tornou governador interino da Baixa Áustria e vice-ministro.

Nas primeiras eleições livres desde 1930, realizadas em dezembro de 1945, o ÖVP venceu com 49,8 por cento dos votos e uma maioria absoluta de assentos na legislatura. Figl foi proposto como chanceler; os soviéticos concordaram, por causa de sua oposição aos nazistas e suas habilidades gerenciais. Embora ele pudesse ter formado um governo exclusivamente ÖVP, as memórias do partidarismo que atormentou a Primeira República o levaram a continuar a grande coalizão entre o Partido do Povo e os Socialista se comunistas. A coalizão (da qual os comunistas foram expulsos em 1947), permaneceu no cargo até 1966 e fez muito para resolver os graves problemas econômicos e sociais que sobraram da Segunda Guerra Mundial. O Plano Marshall dos EUA também foi de grande ajuda.

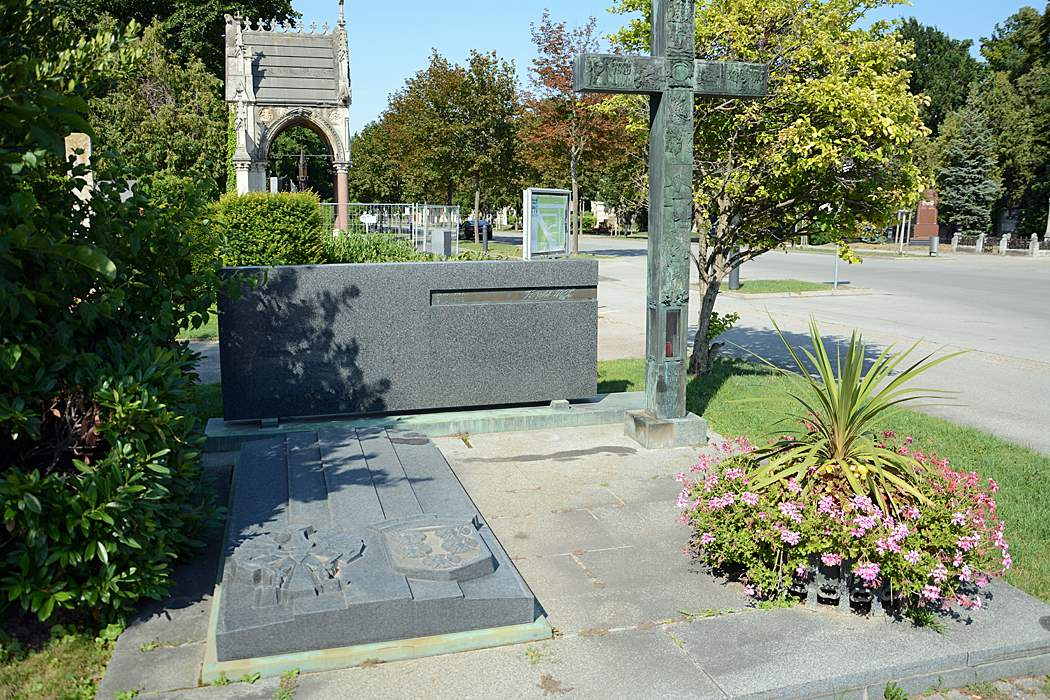
Sepultura no Cemitério Central de Viena

Após críticas internas, Figl renunciou ao cargo de chanceler em 26 de novembro de 1953. Seu sucessor, Julius Raab, foi menos flexível em relação ao SPÖ, mas foi chanceler quando o Tratado do Estado austríaco, que concedeu a independência total ao país, foi assinado em 15 de maio de 1955. No entanto, Figl esteve fortemente envolvido em sua conquista, já que permaneceu no governo como ministro das Relações Exteriores. Sua aparição na varanda do Palácio de Belvedere agitando o papel autografado e pronunciando as palavras Österreich ist frei! ("A Áustria é livre!"), Conforme traduzido pelo noticiário Deutsche Wochenschau, tornou-se um ícone na memória nacional austríaca. (As palavras foram realmente faladas antes, dentro do palácio, mas as imagens na varanda foram sublinhadas com a trilha sonora feita no interior.)
Nas eleições nacionais de 1959, o SPÖ ganhou terreno no ÖVP, e a proporção de assentos entre os dois partidos no parlamento era agora quase 1:1. Isso deu ao SPÖ o poder de barganha para exigir que Bruno Kreisky o sucedesse como ministro das Relações Exteriores. Figl então se tornou presidente do Conselho Nacional de 1959 a 1962, mas logo retornou à Baixa Áustria, para se tornar governador de seu estado natal.
Figl foi patrono da Pfadfinder Österreichs entre 1960 e 1964 e presidente desta associação de escoteiros de 1964 até sua morte.
Ele morreu de câncer de rim em 1965 em Viena e está enterrado em um Ehrengrab no Zentralfriedhof. Seu filho Johannes foi comissário internacional da Pfadfinder Österreichs e presidente da Pfadfinder und Pfadfinderinnen Österreichs de 1994 a 2000.